# جوزيف جنكينز روبرتس
جوزيف جنكينز روبرتس (بالإنجليزية: Joseph Jenkins Roberts)‏ (و. 1809 – 1876 م) هو سياسي من الولايات المتحدة الأمريكية ولد في نورفولك، فيرجينيا.
فاز بالانتخابات العامة التي أجريت إلى جانب استفتاء دستوري في ليبيريا عام 1849م.

## روابط خارجية
- جوزيف جنكينز روبرتس على موقع الموسوعة البريطانية (الإنجليزية)